# Portrait de jeune homme (Botticelli, Washington)
Pour les articles homonymes, voir Portrait de jeune homme.
Le Portrait de jeune homme est un tableau attribué à Sandro Botticelli. Il date du début des années 1480, probablement de la période 1482-1485. Il s'agit d'une tempera sur panneau de peuplier (43,5 × 46,2 cm).

## Provenance et conservation
Le tableau provient de la collection d'Andrew Mellon. Il est conservé à la National Gallery of Art de Washington, D.C. depuis 1937, date de la mort du collectionneur.

## Attribution
Bernard Berenson a attribué cette œuvre à Botticelli en 1922.